# AXN Black (Niemcy)
AXN Black – niemiecka stacja telewizyjna spod znaku AXN. Zaczęła nadawanie 1 listopada 2004 roku.

## Oferta programowa
- Aniołki Charliego
- Highlander
- Homicide: Life on the Street
- Nash Bridges
- Police Rescue
- RoboCop
- Sheena
- Starsky i Hutch
- V.I.P.